# Ateisme d'Estat
L'ateisme d'Estat és la promoció estatal de l'ateisme, ocasionalment a través de la supressió de la llibertat d'expressió i de culte. L'ateisme d'Estat s'ha imposat històricament en la majoria de les ocasions en països socialistes com l'antiga Unió Soviètica, Xina, l'Albània comunista, la República Popular de Mongòlia o Corea del Nord. En aquests règims l'ateisme era considerat intrínsec al comunisme. No obstant això, si la persecució de la religió era deguda específicament a l'ateisme d'estat és discutible.
L'ateisme d'estat podia incloure una persecució activa (i, de vegades, violenta) de les religions, les seves institucions, els seus líders i els seus creients. La Unió Soviètica va mantenir un llarg historial d'ateisme d'estat, dues de les condicions de l'èxit social era la proclamació de l'ateisme i mantenir-se allunyat de qualsevol església; aquesta actitud va ser especialment important durant el mandat d'Stalin. La Unió Soviètica també va imposar l'ateisme d'estat sobre les seves àmplies àrees d'influència, inclosa l'Àsia central. La República Socialista Popular d'Albània sota el mandat d'Enver Hoxha va arribar a proclamar explícitament el caràcter ateu de l'Estat.